# Ибн аль-Факих
Ибн аль-Факих, Ибн аль-Факих аль-Хамадани — персидский географ рубежа IX века и X века.
Писал около 903 г. Биографические данные о Ибн аль-Факихе отсутствуют. Составил «Книгу стран» (Китаб аль-булдан), сохранившуюся лишь в сокращённой редакции, произведённой в XI веке Али аш-Шайзари. Три рукописи этой сокращённой редакции легли в основу критического издания серии «Библиотека арабских географов» М.-Я. де Гуе. В начале XX века в Мешхеде была найдена более полная, чем вариант Али аш-Шайзари, рукопись XIII века труда Ибн аль-Факиха, до сих пор изданная лишь частично. В переводах на русский язык существуют только отдельные главы труда Ибн аль-Факиха, посвящённые областям Ирана и Ирака, а также отдельные фрагменты (в частности, касающиеся купцов-славян).

## Издание и перевод
- Compendium libri Kitab al-boldan auctore Ibn al-Faqih al-Hamadhani / M.J. De Goeje. Lugduni Batavorum,1885; Ibn al-Faqih al-Hamadani. Abrege du livre de pays. Trad. de l’arabe par H. Masse.